# ترنتن (کنتاکی)
ترنتن (به انگلیسی: Trenton) شهری در ایالت کنتاکی کشور ایالات متحده آمریکا است که جمعیت آن در سرشماری سال ۲۰۱۰ میلادی، ۳۸۴ نفر بوده‌است.